# Sydiva nigrogrisea
Sydiva nigrogrisea là một loài bướm đêm trong họ Noctuidae.